# Сулейманов, Яков Магомед-Алиевич
Якуб (Яков) Магомед-Алиевич Сулейманов (15 мая 1921 — 7 ноября 2014) — старшина Советской Армии, участник Великой Отечественной войны, Герой Советского Союза (1945).

## Биография
Якуб Сулейманов родился 15 мая 1921 года в ауле Кумух.
По национальности — лакец.
После окончания семи классов школы работал декоратором в театре. В апреле 1941 года Сулейманов был призван на службу в Рабоче-крестьянскую Красную Армию. С июня того же года — на фронтах Великой Отечественной войны. Принимал участие в боях на Западном, 1-м и 3-м Белорусских фронтах, три раза был ранен и ещё два — контужен.
К январю 1945 года старший сержант Якуб Сулейманов был помощником командира взвода 646-го стрелкового полка 152-й стрелковой дивизии 28-й армии 3-го Белорусского фронта. Отличился во время боёв в Восточной Пруссии. 25 января 1945 года в бою за узел немецкой обороны Пляйтиль (Plaitil) к северу от города Норденбург (ныне — Крылово Калининградской области) Сулейманов, возглавив группу из 25 бойцов, пробрался в немецкий тыл и перерезал немецкий телефонный кабель, что позволило отрезать обороняющихся от их командования. При отступлении немецких войск Сулейманов успешно подорвал мост через канал, а затем со своей группой разгромил вражескую колонну, уничтожив 6 автомашин и 2 танка, а также большое количество солдат и офицеров.
Указом Президиума Верховного Совета СССР от 19 апреля 1945 года за «образцовое выполнение боевых заданий командования на фронте борьбы с немецкими захватчиками и проявленные при этом мужество и героизм» старший сержант Якуб Сулейманов был удостоен высокого звания Героя Советского Союза с вручением ордена Ленина и медали «Золотая Звезда» за номером 6214.
В 1946 году в звании старшины Сулейманов был демобилизован. Вернулся на родину, находился на различных партийных должностях. В 1948 году он окончил совпартшколу при Дагестанском обкоме КПСС. Позднее работал директором дома отдыха, в ряде строительных учреждений. Активно участвовал в восстановлении разрушенных шахт Донбасса. Проживал в Махачкале.
Депутат Верховного Совета СССР 10-го созыва.
Был также награждён орденами Октябрьской Революции, Отечественной войны 1-й степени, Славы 2-й и 3-й степеней, нагрудным знаком Шахтёрская слава 2-й степени, рядом медалей.
Почётный гражданин города Доброполье Донецкой области Украины.
Похоронен на Старом Русском кладбище в Махачкале.